# Тиквеш (крепост)
Тиквеш или Тиквеш град (на македонска литературна норма: Тиквеш, Тиквеш град) е крепост, съществувала през Античността и Средновековието, край тиквешкото село Ресава, Северна Македония.

## Местоположение
Крепостта е била разположена на 80 m високия куп над устието на Тиквешката река в Черна, на 2 km западно от Ресава. В съседната долинка на Тиквешката река до устието на запад е било разположено предградието. През долината на Черна е минавал значителен рударски път на юг, към рудниците в Кожух, а покрай Тиквешката река минава пътят през Тиквешията до Вардар. Крепостта контролира и двата пътя и ги наблюдава много километри на север, юг и изток.

## Античност
На заравнения връх в Елинистическата епоха е имало укрепено селище, на площ 4–5 ha. Открити са керамика, монети от III - I век пр. Хр. В Късноримската епоха на мястото е построена крепост (кастел), висока 140 х 155 m. Стената с хоросан около крепостта е била подсилена с поне 7 кули. През VI век стената е обновена на редица места, а в югоизточния ъгъл е оформен малък акропол с вътрешна стена.
При археологически разкопки в 1959 - 1961 и 1967 — 1968 година са разкрити части от стената, сондирани са културните пластове и са прибрани подвижни находки, включително няколко монети от IV, V и VI век. В долината на река Тиквешката река са разкопани полски имот, гробище, църква и други.

## Средновековие
Някои от гореспоменатите обновления на стената могат да датират в Късното средновековие, а акрополът е изцяло възстановен с размери 56 х 30 m. В средата на XX век стените са запазени на височина 4 m. В нея е имало изградена цистерна и малка църква. На западното чело има също малка църква. Откри са средновековна керамика и црепни, многобройни дребни предмети от ковано желязо, византийски монети от XIII век.
В предградието на площ 2 ha са открити помощни обекти - конюшни, магазини, работилници, стражеви помещения, ковачници и други. И по долината на Тиквешката река, в голяма зона източно от града, има останки от предградие. Преди потопяването на този район в Тиквешкото езеро, на 3 места рса разкрити малки църкви с останки от стенописи (на глинена основа) и гробища около тях. Тези останки датират от XIII век (монети) до XV - XVI век (стенописи).
В османските преброителни дефтери от XV и XVI век Тиквеш е село и център на едноименната нахия. Крепостта в това време вече не съществува и тя не е отбелязана в сръбските и византийските извори, нито в документите свързани с Полошкия манастир, изграден в XIV век на няколко километра на югозапад.